# Toshihiro Matsushita
Toshihiro Matsushita (japanisch 松下 年宏 Matsushita Toshihiro; * 17. Oktober 1983 in der Präfektur Kagoshima) ist ein ehemaliger japanischer Fußballspieler.

## Karriere
Matsushita erlernte das Fußballspielen in der Schulmannschaft der Kagoshima Jitsugyo High School. Seinen ersten Vertrag unterschrieb er 2002 bei den Gamba Osaka. Der Verein spielte in der höchsten Liga des Landes, der J1 League. Mit dem Verein wurde er 2005 japanischer Meister. Für den Verein absolvierte er 29 Erstligaspiele. Im Juni 2006 wechselte er zum Ligakonkurrenten Albirex Niigata. Für den Verein absolvierte er 106 Erstligaspiele. 2010 wechselte er zum Ligakonkurrenten FC Tokyo. Für den Verein absolvierte er 21 Erstligaspiele. 2011 wechselte er zum Ligakonkurrenten Vegalta Sendai. 2012 wurde er mit dem Verein Vizemeister der J1 League. Für den Verein absolvierte er 78 Erstligaspiele. 2014 wechselte er zum Zweitligisten Yokohama FC. Für den Verein absolvierte er 74 Ligaspiele. 2017 wechselte er zum Drittligisten Kagoshima United FC. Für den Verein absolvierte er 15 Ligaspiele. Ende 2018 beendete er seine Karriere als Fußballspieler.

## Erfolge
Gamba Osaka
- J1 League

Meister: 2005
- J.League Cup

Finalist: 2005
- Kaiserpokal

Finalist: 2006
Vegalta Sendai
- J1 League

Vizemeister: 2012